# Henrique de La Tour de Auvérnia, Duque de Bulhão
Henrique de La Tour de Auvérnia (em francês:  Henri de La Tour d'Auvergne; 28 de setembro de 1555 – 25 de março de 1623) foi um nobre francês membro da ponderosa Casa de La Tour de Auvérnia (família que, na altura, era Huguenote). 
Foi Duque de Bulhão e Príncipe de Sedan, jure uxoris, por casamento com Carlota de Mark. Foi também Conde de Montfort e de Negrepelisse, Visconde de Turenne, de Castillon e de Lanquais.
O rei Henrique IV nomeou-o Marechal de França.

## Biografia
Henrique nasceu no castelo de Joze-en-Auvergne, próximo de Clermont-Ferrand na Auvérnia. Os seus pais eram Francisco III de La Tour de Auvérnia, Visconde de Turenne e Leonor de Montmorency, filha mais velha de Anne, Duque de Montmorency.
Após o Massacre da noite de São Bartolomeu, em 1572, ele participou no Cerco de La Rochelle (1572-1573), mas veio depois a reconverter-se ao Protestantismo. Comprometido na conspiração de Joseph de Boniface de La Môle e Annibal, conde de Coconnat, em 1574, ele juntou-se ao partido dos Malcontents (descontes), chefiado por Francisco, Duque de Alençon (irmão mais novo dos reis Carlos IX e de Henrique III) em 1575.
Em 1576 ele aderiu ao partido protestante de Henrique de Navarra (o futuro Henrique IV), negociando a Paz de Nérac entre Protestantes e Católicos, em 1579. Nomeado lugar-tenete general do Alto-Languedoc em 1580, tomou parte no Cerco de Paris (1590), após a subida ao trono de Henrique IV, conquistando Stenay à Liga Católica em 1591.
Em 1591 Henrique casou com a Carlota de Mark, herdeira do Ducado de Bulhão e do Principado de Sedan. Em 1592 o rei Henrique IV fê-lo Marechal de França.
Após a morte da sua mulher em 1594, voltou a casar com Isabel de Nassau-Orange, uma filha de Guilherme, o Taciturno, e da sua terceira mulher, Carlota de Bourbon.
Vencido no Cerco de Doullens (Picardia) em 1595 por Pedro Henriquez d'Azevedo y Toledo, Conde de Fuentes, governador dos Países Baixos Espanhóis, foi enviado a Inglaterra para renovar a aliança da França com a rainha Isabel I de Inglaterra em 1596. Comprometido na conspiração de Charles de Gontaut, duque de Biron, em 1602, ele fugiu para Genebra no ano seguinte e teve que aceitar o protetorado francês sobre o ducado de Bulhão em 1606.
Pela morte de Henrique IV, entrou no Conselho de Regência durante a menoridade de Luís XIII, confrontando quer Maximilien de Béthune, duque de Sully, quer Concino Concini, este último favorito da Rainha Regente Maria de Médici.
Faleceu em Sedan em 1623.

## Casamentos e descendência
Do seu casamento com Carlota de Mark, suo jure Duquesa de Bulhão e Princesa de Sedan, com quem casara a 19 de Novembro de 1591, teve:
- menino (nascido e morto a 8 de maio de 1594).

Casou a 15 de abril de 1595 com Isabel de Nassau, de quem teve: 
- Luísa (Louise) (1596-1607);
- Maria (Marie) (1599-1665) que casou com Henrique de La Trémoille, Duque de Thouars e Príncipe de Talmont e, mais tarde, Rei de Jerusalém, com geração;
- Juliana Catarina (Juliane Catherine) (1604-1637) que casou com François de La Rochefoucauld, Conde de Roucy, com geração;
- Frederico Maurício (Fredéric Maurice) (1605–1652)[1] que sucedeu ao pai como Duque de Bulhão e que casou com Leonor de Bergh, com geração;
- Isabel (Élisabeth) (1606-1685) que casou com Guy de Durfort, com geração;
- Henriqueta Catarina (Henriette Catherine) (morta em 1677) que casou com Amaury Gouyon, marquês de La Moussaye, com geração;
- Henrique (Henri) (1611-1675)[1] que sucedeu ao pai como Visconde de Turenne, conhecido apenas como Turenne, casou com Carlota de Caumont, filha de Armando Nompar de Caumont, duque de la Force.

Da sua amante Adèle Corret, teve:
- Henri Corret, antepassado do oficial do exército Napoleónico Théophile Corret de La Tour d'Auvergne.